# Doloplazy (district de Prostějov)
Pour les articles homonymes, voir Doloplazy.
Doloplazy (en allemand : Doloplas) est une commune du district de Prostějov, dans la région d'Olomouc, en République tchèque. Sa population s'élevait à 525 habitants en 2023.

## Géographie
Doloplazy se trouve à 4 km à l'ouest-nord-ouest de Němčice nad Hanou, à 15 km au sud-sud-est de Prostějov, à 12 km à l'est-sud-est d'Olomouc et à 221 km à l'est-sud-est de Prague.
La commune est limitée par Dobromilice au nord, par Víceměřice à l'est et au sud-est, par Nezamyslice et Dřevnovice au sud, et par Želeč à l'ouest.

## Histoire
La première mention écrite de la localité date de 1354.

## Administration
La commune se compose de deux sections :
- Doloplazy
- Poličky

## Transports
Par la route, Doloplazy se trouve à 4 km de Němčice nad Hanou, à 17 km de Prostějov, à 36 km d'Olomouc et à 256 km de Prague.